# Station Grenoble-Universités-Gières
Station Grenoble-Universités-Gières is een spoorwegstation in de Franse gemeente Gières.